# Cape Coast Sports Stadium
Das Cape Coast Sports Stadium ist ein Fußballstadion mit Leichtathletikanlage in der ghanaischen Stadt Cape Coast. Es ist die Heimspielstätte des Fußballvereins Ebusua Dwarfs FC.

## Geschichte
Das Cape Coast Sports Stadium wurde von der chinesischen IPPR International Engineering Corporation unter Leitung des Architekten Zhou Jun entworfen. Neben dem Stadion gibt es einen Parkplatz für bis zu 300 Fahrzeuge, zwei Basketball- sowie Volleyballfelder, ein Handballspielfeld und ein Tennisplatz, sowie eine Sporthalle, welche für verschiedene Tätigkeiten genutzt werden kann. Zudem gibt es ein Hostel mit 22 Zimmern, eine Kantine, eine Küche, einen Raum zur Brandbekämpfung und weitere Lagerräume.
Die ghanaische Männer- als auch Frauenfußballnationalmannschaft spielt hin und wieder für Heimspiele auf der Anlage. Zudem fanden hier einige Spiele des Afrika-Cup der Frauen 2018 statt.